# Jorge José Benítez
Jorge José Benítez (født 3. juni 1950 i Gobernador Castro, Argentina) er en argentinsk tidligere fodboldspiller (midtbane).
Benítez tilbragte hele sin aktive karriere, fra 1969 til 1981, i hjemlandet, hvor han repræsenterede henholdsvis Racing Club og Boca Juniors. Hos Boca Juniors var han med til at vinde tre argentinske mesterskaber samt to udgaver af Copa Libertadores.
Benítez spillede desuden én kamp for Argentinas landshold, en venskabskamp mod Ungarn 27. februar 1977.

## Titler
Primera División Argentina
- 1976 (Metropolitano), 1976 (Nacional) og 1981 med Boca Juniors

Copa Libertadores
- 1977 og 1978 med Boca Juniors

Intercontinental Cup
- 1977 med Boca Juniors